# K.S.V. St. Franciscus Xaverius
De Katholieke Studenten Vereniging Sint Franciscus Xaverius is de grootste studentenvereniging in Wageningen en Gelderland. Ze is opgericht op 7 november 1910 en is vernoemd naar de Spaanse jezuïeten-missionaris Franciscus Xaverius (Javier, 7 april 1506 - Shangchuan, 3 december 1552). Als katholieke studentenvereniging maakt zij deel uit van het Aller Heiligen Convent.

## Historie

### De eerste jaren
Het studentenleven in Wageningen ontstond tegelijkertijd met de oprichting van de Hogere Landbouwschool (De huidige Wageningen Universiteit). Een vereniging alleen voor katholieken was er in het begin nog niet, waar in die tijd wel behoefte aan was. De vereniging werd op 7 november 1910 opgericht in Hotel de Wereld. De vereniging telde in het begin 20 leden. Als wapen werd voor een ring en een kruis gekozen; de ring als symbool voor trouw en het kruis als teken van geloof. Na een lastige groei in de eerste paar jaren, werd Franciscus in 1922 toegelaten tot de Unie van Katholieke Studentenverenigingen.  

### Ontplooiing

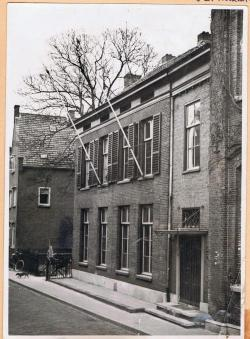
De oude sociëteit aan de Heerenstraat

De katholieke gemeenschap onder de studenten van Wageningen breidde zich uit en het ledenaantal groeide. Ook kregen vrouwen de mogelijkheid om zich aanmelden bij de vereniging. Het groeiende ledenaantal bracht het probleem van ruimtegebrek met zich mee. Na omzwervingen langs de Junushoff, cafe Wentholt en 'City' in de Hoogstraat vestigde K.S.V. St. Franciscus Xaverius zich met hulp van hun moderator Molkenboer en de RKNBTB in de oude pastorie op de Heerenstraat 22.  Hier, in het Heerenstraatje, was genoeg ruimte om als vereniging te groeien en zich te ontplooien. In het pand werden door de later bekende tekenaar Eppo Doeve muurtekeningen aangebracht van voor de vereniging belangrijke figuren. Een plaquette in de onderdoorgang tussen Herenstraat 16 en 18 geeft de voormalige locatie van de kroeg aan. Het lidmaatschap van Franciscus kon verkregen worden via een verplichte kennismakingstijd.

### De donkere jaren

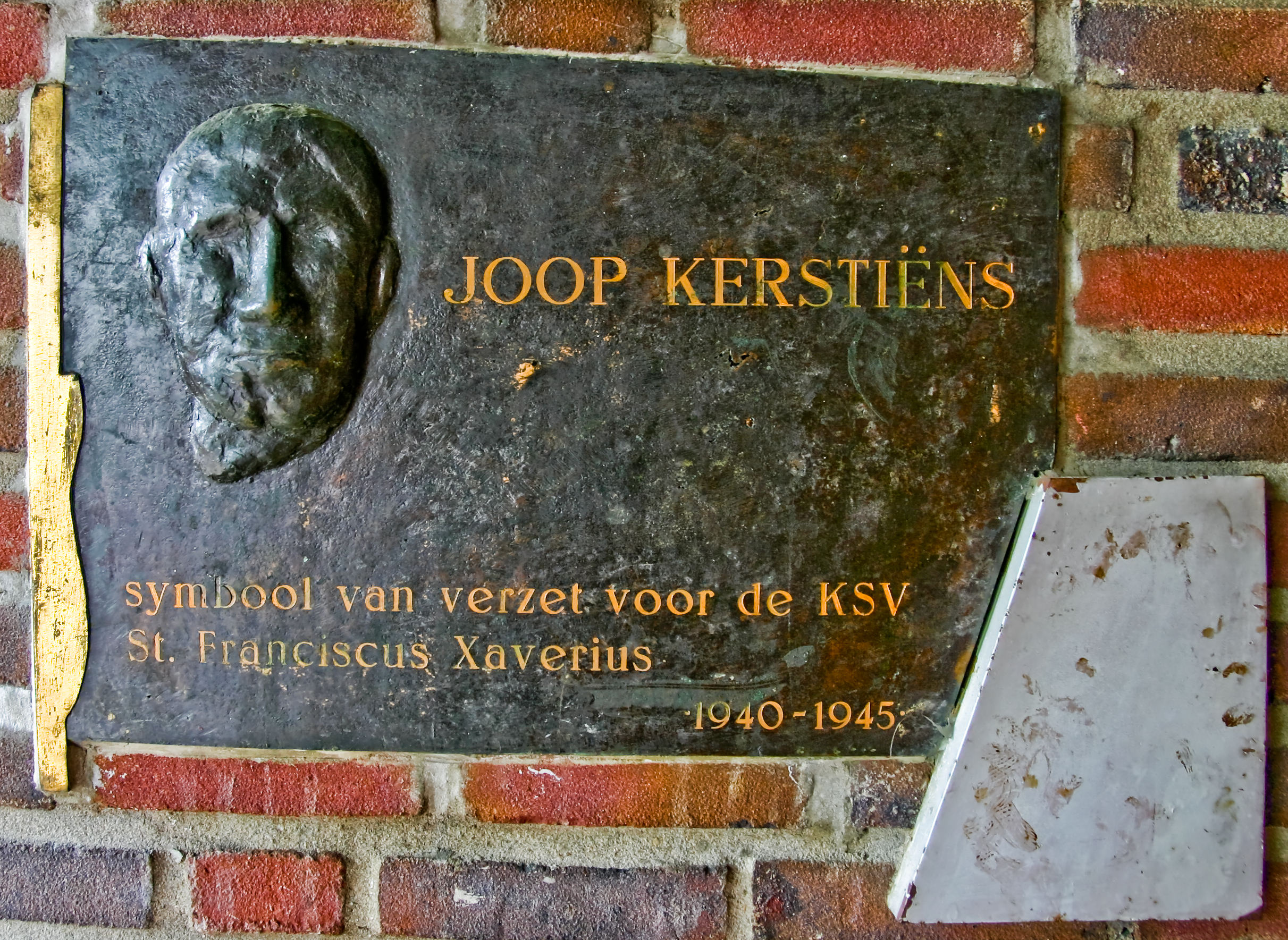
Plaquette ter nagedachtenis aan Joop Kerstiëns

De Duitse inval van mei 1940 zorgde ervoor dat Wageningen geëvacueerd moest worden. De stad werd blootgesteld aan heftige beschietingen en ander oorlogsgeweld. Toen de Franciscanen terug konden keren naar hun Heerenstraatje, bleek dat ook de kroeg had geleden onder de beschietingen. Met de reparatie van de sociëteit werd besloten om het gebouw tegelijkertijd te verbouwen, omdat het toch langzamerhand te klein werd voor het aantal leden.  In 1942 besloten de Duitsers dat het bestaan van studentenverenigingen in Nederland niet samen ging met de gedachte over de vrije meningsuiting (of: de absentie daarvan). Zodoende werd Franciscus gesloten tijdens de oorlogsjaren. Veel Franciscanen gingen in het verzet en boden hulp aan onderduikers. In 1990 werd buiten in de hal van de sociëteit een plaquette onthuld ter nagedachtenis aan verenigingslid Joop Kerstiëns als symbool van het verzet van KSV St. Franciscus Xaverius tegen de Duitsers. Hij werd samen met medestudenten opgepakt na de roof van het bevolkingsregister in 1943. Hij zat gevangen in Kamp Vught, vluchtte later naar Engeland en overleed tijdens vrijwillige dienst in het KNIL op Borneo in 1946.

### Vrouwen en St. Franciscus
Op 30 januari 1953 werd de ondervereniging "Ditae" opgericht. Deze ondervereniging was bedoeld voor de vrouwelijke leden van St. Franciscus Xaverius, onder de zinspreuk "Distinctae sed non separatae". Dit betekent: "onderscheiden doch niet gescheiden". Deze ondervereniging stelde zich ten doel de vrouwelijke belangen in de verenigingen te behartigen door te streven naar een grotere zelfstandigheid. In de praktijk betekende dit dat vrouwelijke leden tot 23.00 uur in de kroegzaal mochten verblijven, maar daarna een ander onderkomen moesten zoeken. In de loop der jaren werden deze regels minder streng. Zo mochten vrouwen steeds langer in de kroegzaal blijven en uiteindelijk waren er helemaal geen beperkingen meer ten opzichte van de mannelijke leden.

### Sociëteit Cantil

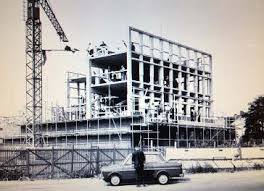
De nieuwe sociëteit in aanbouw

Landelijk groeide het aantal studenten, zo ook in Wageningen. Franciscus kon in de huidige sociëteit geen plaats meer bieden aan het groeiende ledenaantal. Op 30 oktober 1965 werd de eerste steen van de nieuwe – en tevens de huidige – sociëteit gelegd op de Stadsbrink. Op 5 april 1967 werd Sociëteit Cantil feestelijk geopend. Met de verhuizing naar de nieuwe sociëteit werden veel tradities en mores opnieuw bekeken en werden er vele afgeschaft. Zo werd bijvoorbeeld het dragen van een das, wat voor die tijd verplicht was, steeds minder streng nageleefd. Het eerste jaar dat in het nieuwe gebouw de introductietijd doorliep, was het laatste jaar dat kaalgeschoren werd. De tijden veranderden.

### De laatste ontwikkelingen
In 1987 overleed kardinaal Alfrink. Hij was in totaal 26 jaar beschermheer van K.S.V. St. Franciscus Xaverius geweest. Twee jaar later werd Mgr. Drs. J.B. Niënhaus, hulpbisschop van Utrecht, tot nieuwe beschermheer benoemd. Na diens overlijden in 2001 werd Henk Janssen OFM aangesteld als beschermheer. Tegenwoordig is hij nog steeds nauw betrokken bij de vereniging.
De oorspronkelijke katholieke grondslag is steeds meer naar de achtergrond verdwenen. Dit betekent echter niet dat die geen enkele betekenis meer heeft. Ieder jaar wordt de Dies Natalis en de inauguratie van de eerstejaars voorgegaan door een mis in de katholieke kerk van Wageningen, onder leiding van de beschermheer of de studentenpastoor. Ook wordt iedere algemene ledenvergadering begonnen met een christelijke groet.

## Interne verbanden

### Commissies en onderverenigingen
Via commissies of onderverenigingen kunnen leden een bijdragen leveren aan de vereniging. Men leert andere leden kennen dan alleen die van de jaarclub of dispuut. Commissies houden zich onder andere bezig met het organiseren van maaltijden, borrels en feesten. Daarnaast organiseren commissies en onderverenigingen verschillende activiteiten op het gebied van sport, cultuur en muziek. De vereniging telt meer dan 45 commissies en onderverenigingen.

### Jaarclubs
Iedere Franciscaan vormt zelf een jaarclub met vrienden uit zijn/haar eigen jaar. Een jaarclub wordt daarom een horizontale structuur genoemd. Een jaarclub bestaat uit ongeveer 12-15 personen en draagt een unieke naam die door de leden van de jaarclub gekozen wordt. Op maandagavond komen de jaarclubs samen op de Sociëteit.

### Disputen
Op Franciscus zijn er meerdere disputen. Een dispuut bestaat uit leden van verschillende jaren en is daarom een verticale structuur die dient als tegenhanger van een jaarclub met een horizontale structuur. Ieder jaar voegen zich gemiddeld 4 tot 10 nieuwe leden bij een dispuut. Door deze redelijk constante grootte blijven disputen heel lang bestaan. Franciscus kent in totaal 12 disputen: 5 dames disputen, 5 heren disputen en 2 gemengde disputen. De disputen komen elke woensdag samen op de Sociëteit.

#### Gemengde Disputen
- Triple
- F.G.D. Págos Férnei Evimeria

#### Dames Disputen
- Sic Resurrexit Gloria Mundi
- L'Esprit de la Licorne
- The Royal Foxes
- Ignis Fatuus
- W.D.D. Gaia

#### Heren Disputen
- Het Bourgondisch Dispuut
- W.H.D. La Brasserie Elitaire
- W.H.D. The Knights of the Round Table
- F.H.D. Sodalitas Lasciviae
- NOIAM

### Verticalen
Naast disputen en commissies bestaat er op Franciscus nog een verticaal verband; Verticalen. Een verticaal is een verband van jaarclubs uit meerdere jaren. Verticalen komen een keer in de zo veel tijd op maandag bij elkaar. Momenteel zijn er 4 verticalen. 2 heren verticalen en 2 dames verticalen.

#### Dames Verticalen
- Dwars
- Syrah

#### Heren Verticalen
- H.V Het Conclaaf
- Verticale de Ruyters

## Externe verbanden

### Contractus Wageningen
Binnen Wageningen hebben de vier grote verenigingen hun krachten en kennis gebundeld binnen Contractus Wageningen. Veel organisaties zijn ontsproten uit dit Contractus, een voorbeeld hiervan is de grootste partij in de studentenraad: VeSte. Contractus heeft integratiemomenten op bestuurlijk niveau en op ledenniveau. Een voorbeeld hiervan is het jaarlijks terugkerende eerstejaars Contractusfeest.
Deelnemende verenigingen:
- J.V. Unitas
- K.S.V. Sint Franciscus Xaverius
- SSR-W
- W.S.V. Ceres

### Zusterverenigingen
- Amsterdam: L.A.N.X. 1880 ; "LANX"; "Sociëteit L.A.N.X"; disputenstructuur; lid AHC sinds 2002
- Delft: KSV Sanctus Virgilius 1898; "Virgiel"; "Sociëteit Alcuin"; jaarclubs en disputen
- Groningen: RKSV Albertus Magnus 1896; "Albertus" ; Sociëteit "Eigen Huis" jaarclubs en disputen
- Leiden: ALSV Quintus 1979; "Quintus"; "Sociëteit Quintus"; disputencultuur; lid AHC sinds 1986
- Nijmegen: NSV Carolus Magnus 1928; "Carolus" ; "De Kroeg" ; jaarclubs en disputen; lid AHC sinds 1973
- Rotterdam: RSV Sanctus Laurentius 1914; "Laurentius" ; "Sociëteit Huesca"; jaarclubs en disputen
- Tilburg: T.S.C. Sint Olof 1927; "Olof" ; disputenstructuur (maar ook jaarclubs)
- Utrecht: CS Veritas 1889; "Veritas" ; Sociëteit "Eigen Huis"; jaarclubs, verticalen en disputen
- Maastricht: SV Circumflex 1971; "Circumflex"; "Sociëteit de Kaap"; jaarclubs en disputen; lid AHC sinds 2011

### Landelijke Kamer van Verenigingen
Franciscus is aangesloten bij de Landelijke Kamer van Verenigingen (LKvV).

## Ereleden
- Ir. M.J.A. Albers; Oud-directeur van de Hogere Landbouwschool van de HAS
- Ir. H.G.M. Geenen; Oud-wethouder van Wageningen
- Ir. L.J. Hooghiemstra; Oud-manager van de Zuidelijke Land- en Tuinbouw organisatie (ZLTO)
- Ir. A.J.M. Janssen; Oud-voorzitter van de Limburgse Land- en Tuinbouwbond
- Ir. J.Th.G.M. Koolen; Oud-voorzitter LLTB
- Ir. B.W.M. Koeckhoven; Directie agrarische verzekeringen Achmea-Interpolis, Oud-directeur LTO-Nederland
- Ir. J.P. Teelen; Oud-directeur van FloraHolland
- Prof. dr. ir. J.C.M. van Trijp; Hoogleraar Marketing & Consumentengedrag Wageningen Universiteit, Senior Scientist Consumer Behaviour Unilever
- Ir. A.J.A.M. Vermeer; Oud- voorzitter van de Zuidelijke Land- en Tuinbouw organisatie (ZLTO)